# Niki Belucci
Niki Belucci, pseudonimo di Nikolett Pósán (Budapest, 10 marzo 1983), è una disc jockey, ginnasta ed ex attrice pornografica ungherese.

## Biografia
Da ragazzina è stata una brillante ginnasta capace di vincere parecchie medaglie nelle gare giovanili (anche in competizioni internazionali), ma ha dovuto smettere a causa di un grave infortunio all'età di 15 anni.
Dopo aver ottenuto il diploma in un istituto alberghiero, compiuti i 19 anni ha lavorato per un breve periodo prima come modella erotica e poi come pornostar, recitando in numerosi film di genere girati in Spagna, Giappone, Italia e Ungheria. Interruppe poi tale attività decidendo di dedicarsi al mondo della musica lavorando come disc jockey.
Deve il suo successo, che dall'Ungheria l'ha portata ad esibirsi in Spagna, Norvegia, USA, Francia e Italia, alla caratteristica di sfruttare il suo indiscusso fascino esibendosi spesso in topless mentre svolge la sua mansione da dj nei locali. Oltre a questo partecipa come guest star al programma serale della televisione ungherese Cool TV Taxid.

## Attività come DJ
Come DJ ha iniziato la carriera collaborando con due DJ ungheresi, Spigiboy and DJ Mozsó, con cui ha effettuato il primo tour dal titolo Orgazmix tour. Successivamente esce dal gruppo e inizia a collaborare con la sua attuale agente, Fruzsina Rönky.
Nella sua carriera come DJ ha pubblicato numerose raccolte:
- 1234 maxi (2004)
- 1234 album verzió (2004)
- File club mix (2004)
- Kék hajnal trance radio (2006)
- Kék hajnal trance club (2006)
- Kék hajnal house radio (2006)
- Kék hajnal house club (2006)
- Kék hajnal Eros vs. Spigiboy dance mix (2006)
- Blue dawn trance radio (2006)
- Blue dawnl trance club (2006)
- Blue dawn house radio (2006)
- Blue dawn house club (2006)
- Blue Dawn Forxample mix (2006)
- Blue Dawn vékonyz mix (2006)
- Blue Dawn Ero"s vs Spigiboy dance mix (2006)

## Premi
- 2005 AVN Awards nominata - Female Foreign Performer of the Year
- 2005 AVN Awards nominata - Best Sex Scene in a Foreign-Shot Production (The Voyeur 26 - nominated with Tiffany Diamond & Nick Lang)

## Filmografia
- 2 Kinky 4 U (2002)
- Hardcore Innocence 7 (2002)
- Hustler's Babes 4: Hot Sex In Ibiza (2002)
- Legal Skin 6 (2002)
- Precious Pink 7 (2002)
- Two In The Seat 2 (2002)
- Blowjob Fantasies 17 (2003)
- Contacts (2003)
- Cum Dumpsters 2 (2003)
- Decadent Love (2003)
- Education of Claire (2003)
- Euro Babes 6 (2003)
- Euro Girls Never Say No 2 (2003)
- Fetish Whores 1 (2003)
- Garden of Seduction (2003)
- Hustler's Babes 5: Come For The Pussy, Stay For The Action (2003)
- Legal Skin 10 (2003)
- North Pole 37 (2003)
- Pickup Lines 74 (2003)
- Pickup Lines 78 (2003)
- Pirate Fetish Machine 11: Fetish Recall (2003)
- POV Up Close And Personal (2003)
- Private Eye (2003)
- Private Reality 20: Forbidden Games (2003)
- Private Xtreme 7: Body Shock (2003)
- Shiofuki Jane (2003)
- Video Adventures of Peeping Tom 36 (2003)
- Voyeur 26: Torpedo Slam (2003)
- Pickup Lines 83 (2004)
- Private Reality 21: Fuck Me (2004)
- Victoria's Wet Secrets (2004)
- Voyeur 27: Private Casting Party 5 (2004)
- Absolute Desire (2005)
- Alexandra (2005)
- Private Diamonds (2005)
- Private Story Of Lucy Love (2005)
- Anal Mania (II) (2006)
- Justine tremendamente troia (2007)
- Anal Payload (2009)